# Зильберман, Полина Зиновьевна
Полина Зиновьевна Зильберман (род. 8 августа 1969, Кишинёв) — советская и германская шахматистка. Международный мастер (2002).
Двукратная чемпионка Молдавии (1985, 1986), чемпионка Германии (Хоккенхайм, 2009).
Отец — Зиновий Миронович Зильберман, член союза архитекторов Молдавии, уроженец Кошницы. Окончила шахматное отделение Московского института физической культуры и спорта (1990).
В 1997 году эмигрировала в Германию. Выступает за клуб Makkabi Heidelberg.